# Zaidee Jackson
Zaidee Jackson (30 desembre de 1898 a Augusta, Geòrgia – 15 desembre de 1970 a Waterbury, Connecticut) fou una cantant de jazz, espirituals negres i música pop així com ballarina i actriu afroamericana que fou famosa a França, Regne Unit i Romania.

## Infància i joventut
Zaidee Jackson va néixer a Augusta, Geòrgia l'hivern de 1898. Els seus paren eren C.J i Alice Jackson del comtat de Berrien, Geòrgia. Quan va anar a viure a Europa va començar a dir que havia nascut el 1900.
Zaidee tenia tres germanes grans Ora Lee, Era i Sol Jackson. A finals de 1900 la ella i la seva mare es van mudar a Boston, Massachusetts, on la seva mare es va casar amb Fred Williams, de qui Zaidee en va agafar el cognom. El 1902, Alice i Fred una filla, Corinna.
El 1923 Zaidee es va casar amb James Jackson, però el matrimoni fou breu, ja que va conèixer el pianista Lawrence Brown, que havia treballat com operador d'ascensors a Boston, i aviat va anar de viatge a Anglaterra amb Roland Hayes.

## Carrera

### Carrera primerenca (1924-1927)
El 1927 Jackson va ser una de les actrius d'Andrew Bishop en la seva gira pel sud dels Estats Units. El 1925 es va unir a la revista de Walter Sweatman en la seva gira pel Canadà. Finalment Claude va deixar la revista per unir-se en el nou show La Revue Negre, que es representà a París. Jackson també va formar part del càstig del show multiracial Lulu Belle que es va representar al teatre Belasco de Nova York. El novembre, el director de cinema Oscar Micheaux va contractar tot el repartiment sencer d'aquesta obra perquè apareguessin en la seva pel·lícula The Spider's Web.
A principis de 1927 va actuar amb Adelaide Sala a Desires of 1927. A l'estiu fou cantant de l'obra Rang Tang de Lyle i Miller. Després, Lawrence Brown, qui anava de viatjar a Europa amb Paul Robeson, la va convèncer de que anés a París, deixant enrere el racisme dels Estats Units i aprofitant la fascinació que tenien els francesos per la cultura "negra". El novembre de 1927 va arribar a París.

### Carrera a França i Gran Bretanya (1928-1933)
Quan Jackson va arribar a París es va reunir amb el seu amic Lawrence Brown.
El 25 de febrer de 1928 va treballar al club Kit Kat durant poques setmanes abans de fer una gira per la costa francesa: Deauville, Cannes, Biarritz. Les seves actuacions van resultar interessants per molts membres de l'elit britànica com Elsa Maxwel i la comtesa de Carnarvon, que al maig li va comprar un bitllet d'avió fins a Londres. El juny va esdevenir una figura popular del Club Uncles i va actuar al Hotel Piccadilly, on va romandre fins l'estiu.
El 4 d'octubre va començar a actuar cantant una selecció d'espirituals negres en el principi de l'obra Deadlock al Comedy Theatre. En aquesta època Zaidee anava actuant entre París i Londres. A parís va sentir el pianista afrobritànic Reginald Forsythe i el va fitxar perquè toqués amb ella. El 10 de novembre van actuar al club La Plantation de París i el 21 de novembre va aparèixer en el programa de ràdio de la BBC Rhymes and Rythm. Al novembre, Jackson i la seva Orquestra Mitjanit van enregistrar quatre cançons pel segell britànic Parlophone Records.
Entre l'1 i el 22 de gener de 1930 Jackson va actuar a l'hipòdrom de Manchester abans de retornar a Londres a on va gravar quatre cançons per Parlophone. El juny Jackson va decidir establir-se a París, a on va obtenir un contracte de quatre mesos amb el cabaret rus Sheherazade. Aquell hivern va actuar a Berlín.
Durant el 1931 va fer actuacions a París, Budapest i als Estats Units.
A principis de 1932 va obrir el seu propi cabaret a Cannes, Sous le Maquis. Aquest local va tenir una curta vida ja que el maig va retornar a París, on va començar una residència de cinc mesos al club Le Bosphore. L'agost es va mudar a Saint-Jean-de-Luz. El desembre va tornar a actuar a Londres, al Comedy Theatre.
El març de 1933 va gravar per Parlophone el número de comèdia "Pink Elephants". El director de cinema Andrew Buchanan la va fitxar perquè aparegués en dos curtmetratges, I've Got the Wrong Man i Black Magic. També va gravar tres cançons noves per Decca Records. El maig va tornar a París, a on va treballar al Robinson Club i va tornar al cabaret Sheherazade. El juny també va aparèixer en la revista extravagant Au Dela... des Reins amb Les Nudistes. Cada nit durant cinc mesos va actuar completament nua pels parisencs.

### Montecarlo i Suïssa (1934-1935)
El 1934 França va entrar en depressió, cosa que va afectar les arts escèniques de tot el país. Això va afectar Jackson, que va fer menys actuacions. El maig va anar a Montecarlo per obrir-hi un nou club nocturn, en el qual hi va actuar cantant i ballant. El novembre va tornar a actuar a l'hotel Ritz de París abans de tornar a Mònaco.
El maig de 1935 es va mudar a Lausana, Suïssa per actuar en aquest país. L'agost va tornar a treballar a Saint Jean de Luz i al setembre va actuar a Neuchatel.

### Romania (1936-1939)
L'any 1936 es va mudar a Bucarest, Romania a on va treballar en la seva vida nocturna actuant a diversos locals de nit. A allà es va casar amb l'enginyer romanès Barbu Neamtu, amb qui va anar a viure a Craiova. La seva sogra no va aprovar que el seu fill es casés amb una artista de cabaret negra.
A l'hivern de 1937 Octavian Goga, un romanès anti-jueu es va convertir en el primer ministre del país. A la dècada de 1940 hi havia un règim feixista que va afectar negativament a Zaidee, ja que va poder treballar en poques actuacions. En aquesta època va actuar en una breu gira als Estats Units.
A l'hivern de 1937 va tornar als Estats Units, a on va actuar en diversos clubs nocturns. Quan va arribar fou entrevistat per diversos periodistes estatunidencs com per exemple, el Pittsburgh Courier. (. L'agost va tornar a actuar a París. El febrer de 1939 va tornar a Bucarest, a on va esdevenir membre del Partit Nacional Lliberal d'Hongria.
A finals de 1939, tot i que Alemanya va envair Polònia i la majoria dels actors estatunidencs que actuaven a Europa van tornar al seu país, Jackson va romandre a Romania.

### Segona Guerra Mundial (1940-1945)
Quan molts refugiats de Bessaràbia van entrar a Bucarest, Jackson va tornar a Craiova, on el seu marit hi passava la majoria del seu temps treballant per la Ford, ja que aquesta proveïa vehicles militars als alemanys.
El 4 de setembre el General Ion Antonescu va fer abdicar el rei Carol II en favor del seu fill Michael i Romania es va aliar amb Alemanya. El partit únic, Guàrdia de Ferro va promoure una legislació anti-semítica i contra les minories i Romania va proveir amb petroli, gra i productes industrials a Alemanya.
El 8 d'octubre van entrar tropes alemanyes a Romania. Es va prohibir als jueus que treballessin i se'ls va confiscar les seves propietats. Tot i que els Jackson no van patir problemes reals, Zaidee fou expedientada per estar en llocs públics..

### Romania comunista (1948-1956)
Els problemes de Jackson van començar quan el Partit Comunista Romanès va arribar al poder el 1948. Es van nacionalitzar les empreses. Les audiències europees necessitaven entreteniment després del final de la dècada i Zaidee va romandre popular entre el públic romanès. Tenia feina però estava mal pagada, cosa que feia que hagués de pagar dos terços del seu salari en transport. Tot i que va començar a aconseguir treballs regulars, Zaidee va patir prejudicis i discriminació per part dels empresaris i músics. .
Al 1950, la Securitate (policia secreta) va atacar la vida nocturna entrant en els locals nocturns. El govern considerava els Barbu com burgesos i, tot i que hi havia una gran demanda d'enginyers, el marit de Zaidee va aconseguir poques feines. Aquest fou arrestat acusat de ser un espia burgès i el van mantenir incomunicat durant divuit mesos. Els van prendre les seves propietats de Craiova (la propietat privada estava prohibida). Mai el van jutjar, però el van tenir empresonat 4 anys. Va ser alliberat a principis de 1955 quan la parella estaba molt empobrida. Zaidee no va aconseguir feina regular fins al 1951. Zaidee creia que podria guanyar més diners als Estats Units però no va poder anar-hi, sobretot per la situació del seu marit. Tot i que encara era ciutadana americana, al haver-se casat amb un romanès va adquirir aquesta nacionalitat i no podia sortir del país. L'abril del 1955 la seva germana Corinna Thomas va escriure al president Eisenhower perquè ajudés a Zaidee a sortir de Romania.

### Carrera tardana
El gener 1956, els Departament d'Estat dels Estats Units van permetre que Jackson tornés als Estats Units. Jackson va tornar a actuar als Estats Units 17 anys després que ho hagués fet per última vegada el 1938. Llavors, el matrimoni es va trencar. La seva època als Estats Units després del seu retorn està poc documentada, excepte una actuació a Boston el 1957 i una entrevista que li va fer Frank Driggs el 1967.
Zaidee Jackson va morir el 15 de desembre de 1970 a Connecticut.